# Aelia
Genre
Aelia est un genre d'insectes hétéroptères (punaises) de la famille des Pentatomidae, de la sous-famille des Pentatominae, et de la tribu des  Aelini.

## Historique et dénomination
Le genre Aelia a été décrit par l'entomologiste danois Johan Christian Fabricius en 1803.

### Synonymie
- Aeliana Rafinesque, 1815

## Taxinomie

### Liste des espèces
Liste des espèces
- Aelia acuminata (Linnaeus 1758)
- Aelia albovittata Fieber 1868
- Aelia alticola Kiritshenko, 1914
- Aelia americana Dallas, 1851
- Aelia angusta Stehlík 1976
- Aelia baluchistanensis Ahmad & Zaidi, 1988
- Aelia bella Stål, 1853
- Aelia chinensis
- Aelia cognata Fieber 1868
- Aelia cribrosa Fieber 1868
- Aelia furcula Fieber 1868
- Aelia germari Küster 1852
- Aelia klugii Hahn 1833
- Aelia notata Rey 1887
- Aelia rostrata Boheman 1852
- Aelia sibirica Reuter 1884
- Aelia virgata (Herrich-Schaeffer 1841)